# アメリカ合衆国憲法修正第19条

アメリカ国立公文書記録管理局に保管されているアメリカ合衆国憲法修正第19条

アメリカ合衆国憲法修正第19条（アメリカがっしゅうこくけんぽうしゅうせいだい19じょう、英語: Nineteenth Amendment to the United States Constitution、あるいはAmendment XIX）は、アメリカ合衆国の各州ならびに連邦政府が市民の性別を理由に市民の投票権を否定することを禁じている。

## 歴史
修正第19条は、女性参政権を具体的に拡張することを意図された。1919年6月4日に提案され、1920年8月26日に批准された。
この修正条項は女性参政権に賛成する多くの活動家の仕事の集大成であった。そのような活動家の集団の一つ、サイレント・センティネル（沈黙の歩哨）が、啓蒙のために1917年から18ヶ月間ホワイトハウスの前で抗議を行った。
1918年1月9日、ウッドロウ・ウィルソン大統領は、この修正条項に対する支持を表明した。翌日、アメリカ合衆国下院は僅差で修正条項を可決したが、アメリカ合衆国上院は10月まで討議に掛けることすら拒否した。10月に上院が裁決を行ったときも、3票差で否決された。
この結果に対して、全国女性党は次の1918年秋の選挙で女性参政権に反対した上院議員に投票しないよう市民に訴えた。1918年の選挙後、議会の大半の議員は女性参政権の擁護派となった。1919年5月21日、下院は修正条項を304票対89票で可決し、2週間後の6月4日、最終的に上院も同調し、56票対25票で可決した。
修正第19条は1920年8月18日、テネシー州が36番目の批准州となり、批准が成立した。アメリカ合衆国国務長官ベインブリッジ・コルビーが1920年8月26日に批准を認定した。
1922年2月27日、修正第19条の批准に対する異議申立てがアメリカ合衆国最高裁判所の「レッサー対ガーネット事件」判決で拒絶された。

## 提案と批准
アメリカ合衆国議会は修正第12条を1919年6月4日に提案した。続いて次の州が批准した。
1. イリノイ州（1919年6月10日、再確認日1919年6月17日）
2. ミシガン州（1919年6月10日）
3. ウィスコンシン州（1919年6月10日）
4. カンザス州（1919年6月16日）
5. ニューヨーク州（1919年6月16日）
6. オハイオ州（1919年6月16日）
7. ペンシルベニア州（1919年6月24日）
8. マサチューセッツ州（1919年6月25日）
9. テキサス州（1919年6月28日）
10. アイオワ州（1919年7月2日）[4]
11. ミズーリ州（1919年7月3日）
12. アーカンソー州（1919年7月28日）
13. モンタナ州（1919年8月2日）[4]
14. ネブラスカ州（1919年8月2日）
15. ミネソタ州（1919年9月8日）
16. ニューハンプシャー州（1919年9月10日）[4]
17. ユタ州（1919年10月2日）
18. カリフォルニア州（1919年11月1日）
19. メイン州（1919年11月5日）
20. ノースダコタ州（1919年12月1日）
21. サウスダコタ州（1919年12月4日）
22. コロラド州（1919年12月15日）[4]
23. ケンタッキー州（1920年1月6日）
24. ロードアイランド州（1920年1月6日）
25. オレゴン州（1920年1月13日）
26. インディアナ州（1920年1月16日）
27. ワイオミング州（1920年1月27日）
28. ネバダ州（1920年2月7日）
29. ニュージャージー州（1920年2月9日）
30. アイダホ州（1920年2月11日）
31. アリゾナ州（1920年2月12日）
32. ニューメキシコ州（1920年2月21日）
33. オクラホマ州（1920年2月28日）
34. ウエストバージニア州（1920年3月10日、確認日1920年9月21日）
35. ワシントン州（1920年3月22日）
36. テネシー州（1920年8月18日）

批准は1920年8月18日に完了した。この修正条項は後に次の州によって批准された。
1. コネチカット州（1920年9月14日、再確認日1920年9月21日）
2. バーモント州（1921年2月8日）
3. デラウェア州（1923年3月6日、一旦1920年6月2日に否決）
4. メリーランド州（1941年3月29日、一旦1920年2月24日に否決、1958年2月25日まで認定されず）
5. バージニア州（1952年2月21日、一旦1920年2月12日に否決）
6. アラバマ州（1953年9月8日、一旦1919年9月22日に否決）
7. フロリダ州（1969年5月13日）[5]
8. サウスカロライナ州（1969年7月1日、一旦1920年1月28日に否決、1973年8月22日まで認定されず）
9. ジョージア州（1970年2月20日、一旦1919年7月24日に否決）
10. ルイジアナ州（1970年6月11日、一旦1920年7月1日に否決）
11. ノースカロライナ州（1971年5月6日）
12. ミシシッピ州（1984年3月22日、一旦1920年3月29日に否決）